# Sabine Hossenfelder
Sabine Karin Doris Hossenfelder (* 18. září 1976, Frankfurt nad Mohanem) je německá teoretická fyzička, která se zabývá kvantovou gravitací a fyzikou nad rámec standardního modelu. Zkoumá teorii kvantové gravitace, kterou lze testovat experimentálně nebo pozorováním (například porušení Lorentzovy invariance a lokálnosti) a fenomenologickými modely kvantové gravitace. V roce 2018 o tom vydala antologii.
Je také vědeckou novinářkou, spisovatelkou, hudebnicí a youtuberkou. V otázce svobodné vůle obhajuje inkompatibilismus. Napsala dvě základní publikace:
- Lost in Math: How beauty leads physics ascures (Ztraceni v matematice: Jak krása vede fyziku na scestí). V knize zkoumá koncept elegance ve fundamentální fyzice a kosmologii. Basic Books, 2018
- Existential Physics: A scientist’s guide to life’s biggest question (Existenciální fyzika: Vědecký průvodce největšími otázkami života). V knize se zaměřuje na diskusi o různých existenciálních a etických otázkách souvisejících s vědeckými tématy. Viking Press, 2022

## Život
Po absolvování gymnázia Alberta Einsteina ve Schwalbachu am Taunus v roce 1995 začala Sabine studovat matematiku do roku 1997 a poté fyziku na Johann Wolfgang Goethe-Universität ve Frankfurtu nad Mohanem. Absolvovala s vyznamenáním v roce 2000 u Waltera Greinera s diplomovou prací: Produkce částic v časově závislých gravitačních polích. Doktorát získala u Horsta Stöckera v roce 2003 za práci: Černé díry v extra dimenzích.
Byla postdoktorandkou na GSI Darmstadt, 2004/05 na University of Arizona, 2005/06 na University of California, Santa Barbara a 2006/09 na Perimeter Institute v Kanadě. V letech 2009/15 působila jako odborná asistentka na Nordita ve Stockholmu. Do roku 2021 působila jako výzkumná pracovnice na Frankfurtském institutu pro pokročilá studia.

## Publikace

### Ztraceni v matematice: Jak krása vede fyziku na scestí

Model multivesmíru

- Model multivesmíruObsahem knihy je především kritika různých nežádoucích trendů v matematice. Například hledání matematické krásy základních teorií ve fyzice je podle ní takovým nežádoucím trendem. Vzhledem k tomu, že často chybí jakákoli data, která by experimentálně prokázala kritéria krásy (například přirozenost ve smyslu harmonie), používají se neempirické argumenty, které nemohou být objektivní a vytvářejí nevědomé kognitivní předsudky.
- Předmětem její kritiky je zejména teorie superstrun a supersymetrie, které stále představují hlavní proud výzkumu ve fyzice, přestože se na potvrzení čeká desítky let.
- Kritizuje také pokusy vysvětlit to jevy jako jsou multivesmíry, které jsou z principu nepozorovatelné. Nemá problém s výzkumem v této oblasti, ale má obavy, že se pohybuje směrem, který v určitém okamžiku již nebude nazýván fyzikou.
- Dává přednost alternativním vysvětlením, jako jsou modifikace teorie gravitace. Podle ní je velká část teoretické práce zbytečnými spekulacemi: "Většina teoretických fyziků, které znám, nyní studuje věci, které nikdo nikdy neviděl ani neměřil."
- Obává se ztráty důvěry veřejnosti v základní výzkum kvůli mnoha spekulacím, které se objevily v tisku bez dostatečných údajů.
- Kritizuje akademický tlak na publikování a tvrdí, že existuje rozšířené stádní chování, tendence k ukvapeným publikacím a touha být citován co nejčastěji.
- Je pro přechodná stipendia, která umožňují akademickým pracovníkům zapojit se do interdisciplinární vědecké mobility.

### Existenciální fyzika: Vědecký průvodce největšími otázkami života

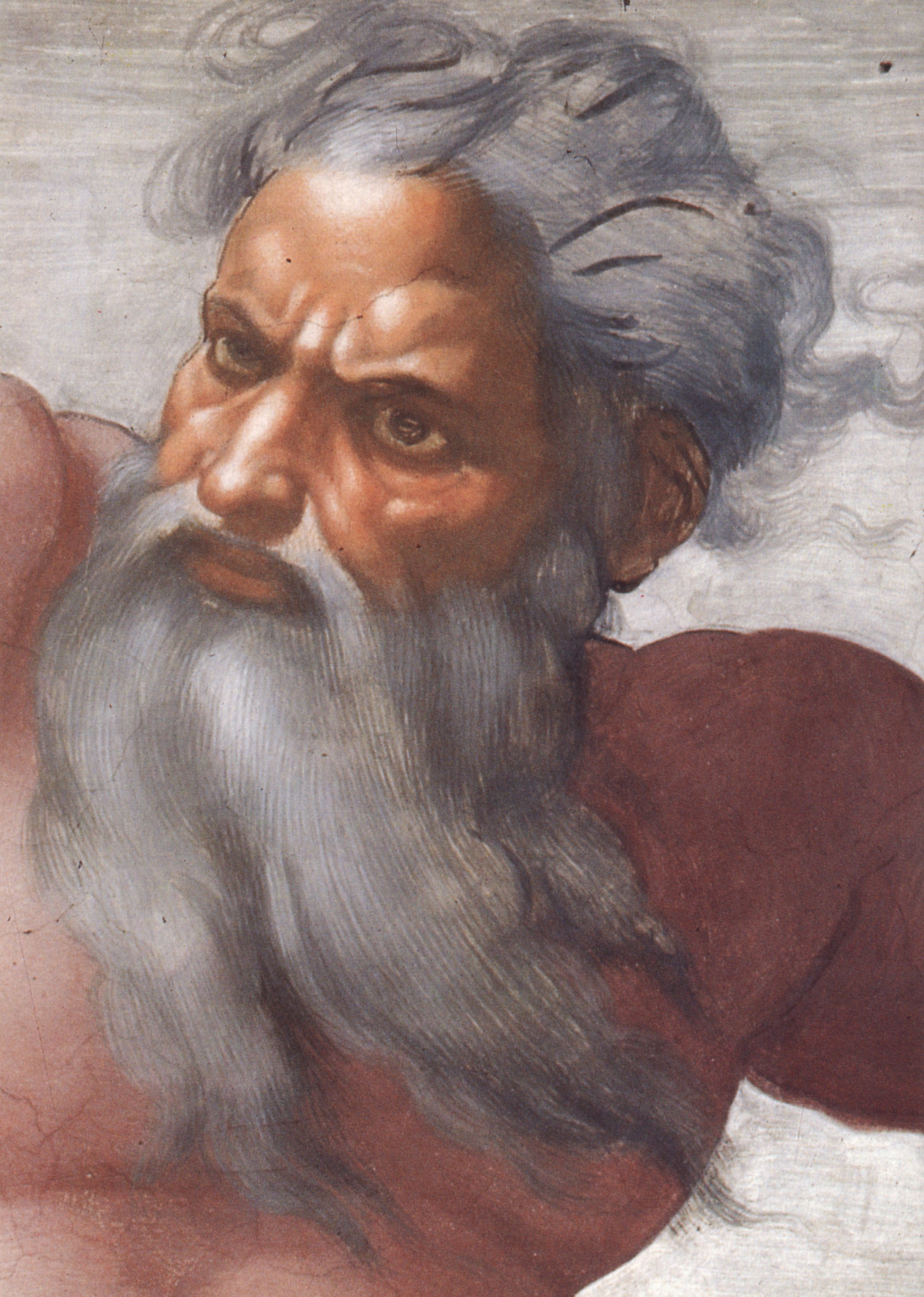
Bůh stvořitel (detail obrazu - Michelangelo Buonarroti)

- Bůh stvořitel (detail obrazu - Michelangelo Buonarroti)Obsahem knihy je diskuse o různých existenciálních a etických otázkách souvisejících s vědeckými tématy a vysvětlení jejich souvislosti se současným vědeckým výzkumem nebo vyvrácení jejich relevance nebo možnosti být vědou vůbec vysvětleny. Tyto otázky jsou rozděleny do jednotlivých kapitol a rozhovory s různými vědci jsou obsaženy v celé knize.
- Každá kapitola knihy se zabývá jiným vědeckým nebo nevědeckým tématem. Pohybuje se mezi filozofickými vědeckými tématy, včetně předvídatelnosti, smyslu života a existence svobodné vůle. Kapitoly jsou prokládány čtyřmi rozhovory s vědci z různých fyzikálních oborů, kteří nabízejí svůj vlastní pohled a "stereotypy excentricity" k tématu.
- Některé otázky považuje za nemožné zodpovědět vědou. Patří mezi ně existence boha a multivesmíru. Zabývá se i otázkou víry, že subatomární částice jsou vědomé.
- V předmluvě říká, že některá duchovní přesvědčení pracují s naším současným chápáním fyziky a několik z nich skutečně podporuje naše kolektivní znalosti o tomto tématu.
- Druhá kapitola pojednává o tom, jak vesmír vznikl a jak by mohl zaniknout. Obává se celkového zhroucení historie kosmologie.
- Třetí kapitola zkoumá druhý zákon termodynamiky, čas a entropii v konceptu.
- Několik kapitol, včetně čtvrté, šesté a deváté, se točí kolem otázky svobodné vůle a toho, co přesně je vědomí, včetně redukcionismu a determinismu.
- Pátá kapitola se pokouší vypořádat s interpretací mnoha světů a s tím, zda se věda vůbec může tímto tématem zabývat.
- Epilog je diskusí o tom, jak by fyzikální pozorování mohla ovlivnit naše chápání existence života. Končí otázkou: "Je vesmír stvořen pro nás?"

## Vědecká komunikace
Na svém YouTube kanálu pravidelně představuje základní otázky moderní fyziky na základě individuálních otázek, publikuje hudební videa s fyzikálními a popkulturními odkazy a rozhovory s dalšími vědci, například o "krizi reprodukovatelnosti" vědeckých poznatků.  
V důsledku pandemie Covid-19 opakovaně zdůrazňovala rozdíl mezi vědeckými poznatky a odvozenými činy, s nimiž se často zachází stejně. Jako příklad uvedla Barringtonskou deklaraci (2020 vydal Americký institut pro ekonomický výzkum v Great Barringtonu v Massachusetts). Odvozené činy jsou podle ní čistě morálními závěry a úkolem politických činitelů.
Píše také o vědě jako spisovatelka na volné noze. Používá pseudonym Bee podle své přezdívky ve svém blogu Backreaction a pro sloupek časopisu Forbes "Starts with a Bang".